# 윤여환
윤여환(尹汝煥, 1953년 7월 7일 ~ )은 대한민국의 대한민국의 한국화가 겸 대학교수이다. 호는 석천(石川), 당호는 소석헌(素石軒)이다.
-과거와의 해후(邂逅) 그리고 미래로의 사유기행(思惟記行)-
윤여환은 대한민국의 대표 한국화가 중 한 사람으로, 1953년 충남 서천에서 태어나 1976년 홍익대학교 미술대학 동양화과와 동 대학원을 졸업했다. 그는 초등학교 3학년때 국어교과서에 실린 전래동화를 그림으로 그려 연구수업을 한 이후 지금까지 사유기행(思惟記行)과 영정기행(影幀記行)으로 전통과 현대를 아우르는 독자적 화풍을 담아내고 있다. 
어린시절 고향 언덕에서 만난 까만 염소의 눈, 이 세상을 바라보지 않고 피안의 세계를 보는 것 같은 그 신비에 찬 오묘한 눈빛에 매료되어 1980년도부터 주로 사색의 염소작업을 해 오며, 명상에서 얻어낸 묵시찬가(默示讚歌), 사유문자(思惟文字)와 그리고 도가적 사유 개념인 곡신사유(谷神思惟) 등을 통해 참나(眞我)를 찾기위한 구도자적 표현기제로 도출시켜 오고 있다.   
1980년에는 사색하는 세 마리의 소를 그려 국전에서 첫 특선을 하였고, 그 후 염소와 소(牛)작품으로 4차례 특선을 받아 '국전 초대작가'가 되었고, 1981년 중앙미술대전에서는 여명을 기다리는 세 마리의 염소작품을 출품하여 대상없는 장려상을 받아 그때부터 적선법(積線法)에 의한 독특한 동물작가로 한국화분야에서 독자적인 영역을 구축해 왔다.
1982년 29세에 창원대학교 교수로 임명되어 후학을 배출하기 시작하였고, 1986년 9월에는 충남대학교로 자리를 옮겨 회화과 한국화전공을 신설하였으며, 충남대학교 예술대학 학장을 역임하였다. 2020년 2월말까지 40여년간 근무하면서 많은 제자들과 현직교수들을 배출하였고, 2020년 3월부터는 충남대학교 회화과 명예교수로 있으면서 올바른 지도에 갈증을 느끼는 사회적 제자들에게 프로작가로 활동할 수 있도록 터전을 마련해주고 있다.
그는 1995년부터 유관순열사 영정과 논개, 김만덕, 박팽년, 정문부, 도미부인, 조헌 등 대표적인 국가표준영정 7위를 제작하였고, 2020년에는 한국천주교 103위 순교성인 중 聖이광열, 김임이, 손소벽, 권희, 유진길, 유대철 등 표준성인화 6위를 제작하기도 하여 천주교주교회의의 인준을 받았다. 
그밖에도 조선시대 유학자 성혼 영정과 공신 최산두, 조응록, 진사공 선용신, 훈융공 이진한 장군 영정등도 제작하였고, 각원사 법인 대선사와 한마음선원 대행 대선사, 통도사 경봉 대종사, 통도사 원산 대종사 진영등 스님 진영도 제작하였으며, 현재 선현의 표준영정 3위를 제작하고 있다. 이렇게 다양한 한국인의 초상인물화를 남기며 폭넓은 영정미술 문화를 다져나가고 있다.  
2019년에는 조선시대 여성시인 김호연재의 생애와 시문학을 돌아보고, 직계 혈손들을 통해 그의 용모를 찾아가 김호연재 영정으로 환생되는 과정을 그린 ‘TJB창사특집_다큐판타지 환생, 달의 소리’를 7개월간 출연 제작하여 1시간 동안 방송되었다. 그 결과 큰 호평을 받아 2020년 4월 17일에 [한국민영방송대상 최우수상]을 수상하였다. 
또한 영화속 그림 제작에도 참여하여, 2003년 영화 [스캔들 조선남녀상렬지사]에 나오는 모든 화첩그림과 숙부인정씨(전도연분) 초상화도 그려 화단에 신선한 반향을 일으키기도 하였다.
그리고 2022년 6월에 공개된 넷플릭스 드라마 [종이의집_공동경제구역]에도 10만원권 지폐로 유관순열사 표준영정이 도안되어 나오고 그의 대표작품 4점을 협찬하기도 하였다.
2022년 9월 20일에는 40여 년간 왕성한 창작활동을 전개하며 한국인 인물화 표현에 독보적 영역을 구축하고 후학지도 및 신예 작가 발굴에 힘쓰는 등 지역 전통미술 발전에 기여한 공이 높게 평가되어 [대전광역시 문화상] 수상자로 선정되었다.
2023년 11월 28일에는 대전광역시 문화상 수상기념 및 화집출판기념 [화업49년 윤여환회고전]을 개최하여 그의 화업 49년을 성찰하고 재조명해 보는 전시회를 하였다.
또한 2023년 부터 본격적인 유튜버로서, 윤여환의 미술 유튜브영상을 통해 미술과 일상, 철학과 종교적 관조 등을 새롭게 편집해 올리고 있다.
2024년 1월 17일에는 대전미술협회 주최 [2024 대전미술인 공로상]을 수상하였고,
2024년 3월 26일에는 충남도 유관순상위원회와 한국여성단체협의회 주최로  [제23회 유관순상 특별상] 을 수상하였다.
2025년 5월 13일에는 TJB창사30주년 기념 특별기획_[화첩기행전]에서 '양들의 초상'을 선보였는데, 순한 양의 생태적 모습에서 신앙적 자아성찰과 신앙적 순종의 의미를 짚어보고, 청정한 삶을 살아가기 위한 소망을 구현해 보였다.

## 수상
- 1980년 제29회 대한민국미술전람회(국전) 특선 (한국문화예술진흥원 주최)

- 1981년 제4회 중앙미술대전 장려(우수)상 수상 (중앙일보사 주최)

- 1982년 제1회 대한민국미술대전 특선 (한국문화예술진흥원 주최)

- 1983년 제2회 대한민국미술대전 특선 (한국문화예술진흥원 주최)

- 1985년 제4회 대한민국미술대전 특선 (한국문화예술진흥원 주최)

- '99년-'17년 대한민국미술대전 운영위원, 심사위원장, 초대작가

- 2007년 제6회 '미술세계 작가상' 수상 (월간 미술세계 주최)

- 2016년 제10회 '대한민국 미술인상' 수상 (한국미술협회 주최)

- 2020년 홍조근정훈장 수훈 (대통령)

- 2020년 TJB다큐판타지 '환생, 달의 소리' 한국민영방송대상 최우수상 수상 (한국민영방송협회 주최)

- 2022년 제34회 '대전광역시 문화상' 수상(대전광역시 주최)

- 2024년 2024 '대전미술인 공로상' 수상(대전미술협회 주최)

- 2024년 제23회 '유관순상 특별상' 수상(충남도 유관순상위원회,한국여성단체협의회 주최)

## 국가표준영정, 기타
- 그가 그린 백제도미부인(1995년 지정), 정문부(2005년 지정), 유관순(2007년 지정), 논개(2008년 지정), 박팽년(2010년 지정), 김만덕 영정(2010년 지정)은 대한민국 정부에서 지정한 정부표준영정으로 지정되어 있다. 또한 김기창이 그린 중봉 조헌(1977년 지정) 표준영정은 그가 전신상으로 다시 제작하여 옥천 표충사에 봉안하였다.

- 2003년에 개봉된 영화 《스캔들: 조선남녀상열지사》에서는 그가 그린 화첩그림과 '숙부인 정씨 전신초상화'가 등장한다.

- 2007년 대한민국과 싱가포르에서 공동 발행된 한국·싱가포르 공동우표(8종)에는 그가 그린 대한민국과 싱가포르 양국의 전통 혼례 의상(대한민국: 단령과 활옷 1종·단령과 원삼 2종·두루마기와 치마저고리 1종, 싱가포르: 중국계·인도계·말레이계·유라시아계 전통 혼례 의상)이 등장한다.

- 2019년 TJB창사특집 다큐판타지_'환생, 달의 소리'에서 '김호연재 영정'을 제작하고 출연하였다.

- 2019년과 2020년에는 천주교 103위 순교성인 중 聖이광렬요한, 聖女김임이데레사, 聖女손소벽막달레나, 聖女권희바르바라,  聖유진길아우구스티노, 聖유대철베드로 표준성인화를 제작하여 한국 천주교 주교회의 인준을 받았다.

- 2022년에 공개된 넷플릭스 드라마 《종이의 집 : 공동경제구역》에서는 그가 그린 '유관순열사 표준영정'이 실린 미래의 통일 한국에서 발행된 가상의 10만원권 지폐와 그의 작품 '묵시찬가' 등 5점이 등장한다.

## 작품 등재
- 2009 네이버캐스트 오늘의 미술_ [사색의 여행]작품 등재
- 2010 중학교 미술교과서(미래엔)_ [사유하는 몸짓]작품 등재
- 11~15 고등학교 미술교과서 미술과삶(교학사)_ [유관순영정 제작과정] 등재
- 2011 초등학교 국어교과서 읽기5-1 (미래엔)_ [유관순표준영정] 등재
- 11~17 초등학교 국어교과서 읽기5-2 (미래엔)_ [김만덕표준영정] 등재
- 2012 국가브랜드위원회 작품등재 및 기고 (코리아브랜드넷)
- 2013 고등 인정교과서 미술감상(동화사)_[사색의 여행_심산정령]작품 등재
- 16,17 중등 교과서 한문(천재교육)_[김만덕표준영정] 등재
- 16,17 초등학교 국어교과서 읽기5-2 (미래엔)_ [유관순표준영정] 등재
- 2017 중등 검정교과서 국어5(천재교육)_[김만덕표준영정] 등재
- 2017 중등 인정교과서 진로와 직업(성림출판사)_[김만덕표준영정] 등재
- 2017 중등 인정지도서 한문(천재교육)_[박팽년표준영정] 등재
- 2018 고등 인정교과서 한문1(금성출판사)_[김만덕표준영정] 등재
- 2018 특수학교 국정교과서 사회(중)(미래엔)_[김만덕표준영정] 등재
- 2018 초등 국정교과서 국어 4-2(미래엔)_[김만덕표준영정] 등재
- 2019 초등 국정교과서 국어 4-2(미래엔)_[김만덕표준영정] 등재
- 2020 초등 국정교과서 국어 4-2(미래엔)_[김만덕표준영정] 등재
- 2021 고등 국정교과서 한문 1 (금성출판사)_[김만덕표준영정] 등재
- 2021 초등 국정교과서 국어 5-1 (미래엔)_[유관순표준영정] 등재

## 방송 출연
- 2023년 TJB TV 8시뉴스 “[아트앤컬쳐]이응노·윤여환..거장들의 전시 풍성한 주말" (2023. 12. 2. 오후8시~)

- 2023년 TJB생방송투데이 “윤여환 화백_화업 49년을 돌아보다” 출연(2023. 11. 29. 오후 5시50분~7시)

- 2023년 TJB TV 8시뉴스 “표준영정 작가 윤여환 교수, '49년 회고전' 개막" (2023. 11. 28. 오후8시~)

- 2022년 CMB TV “CMB 명불허전人_ 윤여환 화백 편”출연 (2022.10.12.13시 방송)

- 2022년 TJB TV “TJB 당신의 한끼_유관순영정화가 윤여환교수의 우시장국밥”출연 (2022.8.21.08시 5분 방송)

- 2022년 MBC 라디오 FM92.5 “시대공감_공감초대석”윤여환교수 인터뷰 (2022.8.12. 08시)

- 2022년 MBC TV “오늘M_영정화가 윤여환 화백”출연 (2022.8.11.18시 5분 방송)

- 2021년 JTV전주방송 “JTV지식포럼특강_한국인의 초상, 윤여환교수”출연 (2021.11.24.19시, 전주 구스토나인)

- 2021년 MBC TV “MBC생방송아침이좋다”_문화나들이, 대전시립미술관초대 '먹의 시간'展 출연_ 전시소개 및 윤여환작가인터뷰 (2021. 1. 8. 오전 7시 50분)

- 2020년 "TJB화첩기행, 감성의 물길..가을색기행_순천편" 출연 (2020. 11. 14. 오전 09시~09시 55분, TJB대전방송국)

- 2020년 "TJB화첩기행, 백제의 미를 담다_부여편" 출연 (2020. 5. 30. 오전 11시~11시 55분, TJB대전방송국)

- 2019년 TJB창사특집 다큐판타지_'환생, 달의 소리' 출연 (김호연재영정 제작과정 방송, 2019. 9. 14. 오전 8시 30분~9시 40분 / 9.18. 낮 12시 30분~13시 40분, TJB대전방송국)

```
방송사상 최초로 삼백년전 김호연재(金浩然齋) 용모를 찾아가는 다큐 프로그램으로 칠개월 동안 다큐멘터리에 출연하여 김호연재영정을 완성해가는 과정을 드라마틱하게 보여준다.
```

- 2019년 KBS1 TV 네트워크기획_문화산책 "표준영정을 그리는 화가 윤여환" 출연 (2019. 1. 21. 13시 23분~13시 50분)

- 2018년 JTBC #방구석1열 “영화 스캔들: 조선남녀상열지사_숙부인상 제작장면 소개” (2018. 8. 3. 오후 6시 30분~)

- 2018년 MBC TV “MBC생방송아침이좋다”_윤여환, 표준영정을 만나다_출연 (2018. 8. 3. 오전 8시 30분~40분)

- 2018년 TJB 생방송투데이 “윤여환, 표준영정을 만나다” 출연 (2018. 7. 26. 오후 7시~8시, TJB대전방송국)

- 2018년 KBS1 TV "TV이웃_다정다감" 윤여환, 표준영정을 만나다_출연 (2018. 7. 25. 오후 5시 40분~6시)

- 2018년 TJB TV 8시뉴스 “윤여환, 표준영정을 만나다_인터뷰 (2018. 7. 20. 오후 8시~, TJB대전방송국)

- 2018년 공익광고 “TJB캠페인_철새가 그리는 풍경, 천수만” 출연 (2018.1.30.~2.28, TJB대전방송국)

- 2018년 "TJB화첩기행_해남편" 출연 (2018. 1. 6. 오전 8시 55분~9시 50분, TJB대전방송국)

- 2017년 "TJB화첩기행_영동편" 출연 (2017. 9. 2. 오전 9시 25분~10시 20분, TJB대전방송국)

- 2016년 MBC TV “MBC생방송아침이좋다”_문화나들이, 화가 윤여환_출연 (2016. 12. 7. 오전 8시40분~50분)

- 2016년 "TJB화첩기행_여수편" 출연 (2016. 10. 15.오전 8시 40분~9시40분, TJB대전방송국)

- 2015년 TJB생방송투데이 “사색의 염소작가 윤여환 개인전” 출연 (2015. 9. 23. 오후 6시 55분~7시, TJB대전방송국)

- 2015년 "TJB화첩기행_경주편" 출연 (2015. 3. 1. 오후 11시 15분~12시 15분, TJB대전방송국 )

- 2014년 "TJB화첩기행 교황방한특집 2부작_2부 서산편" 출연 (2014. 8. 24. 오후 11시 15분~12시 15분, TJB대전방송국 )

```
"TJB화첩기행_내포성지순례편 2부작"에서 "내포의 마더데레사 초상화"를 구현하였다.
```

- 2014년 "TJB화첩기행 교황방한특집 2부작_1부 당진편" 출연 (2014. 8. 17. 오후 11시 15분~12시 15분, TJB대전방송국)

- 2014년 "TJB화첩기행_전주편" 출연 (2014. 7. 6. 오후 11시 15분~12시 15분, TJB대전방송국)

- 2013년 TJB현장인터뷰, 담(談)_“염소 그리는 남자 윤여환교수” 출연 (2013. 10. 16. 오전 8시~9시, TJB대전방송국)

## 저서
- 윤여환_컬처플러스 (2023)